# Motipur
Motipur là một thành phố và là một khu vực quy hoạch (notified area) của quận Muzaffarpur thuộc bang Bihar, Ấn Độ.

## Nhân khẩu
Theo điều tra dân số năm 2001 của Ấn Độ, Motipur có dân số 21.933 người. Phái nam chiếm 53% tổng số dân và phái nữ chiếm 47%. Motipur có tỷ lệ 43% biết đọc biết viết, thấp hơn tỷ lệ trung bình toàn quốc là 59,5%: tỷ lệ cho phái nam là 52%, và tỷ lệ cho phái nữ là 33%. Tại Motipur, 19% dân số nhỏ hơn 6 tuổi.